# Святе сімейство з бабкою
Святе сімейство зі бабкою, також відоме як Святе сімейство з одноденкою, Святе сімейство з сараною та Святе сімейство з метеликом — гравюра німецького художника Альбрехта Дюрера (1471—1528) приблизно з 1495 року, зовсім невелика, але повна заплутаних деталей. Дуже популярне зображення, скопійоване іншими друкарнями протягом п'яти років від створення, воно зустрічається у більшості головних колекцій стародруків, включаючи Музей мистецтв Індіанаполіса та Королівську колекцію Великої Британії.

## Опис
Свята родина зі бабкою, Свята родина з сараною — це рання гравюра Дюрера. На ній зображено і Святе сімейство, і Святу Трійцю: Діва Марія, що сидить на лавці, тримає Ісуса. Йосиф зображений поруч, а Бог Отець і Святий Дух у вигляді голуба дивляться вниз із хмар. У правому нижньому куті комаха, яку часто ідентифікують як бабка. Однак Дюрер, можливо, заклав символ метелика — істоту, різко трансформативний життєвий цикл якої робить її ідеальним символом воскресіння. Велика кількість красиво викладених фактур у багато деталізованому пейзажі показує, як рано Дюрер оволодів мистецтвом гравюри.

## Історія

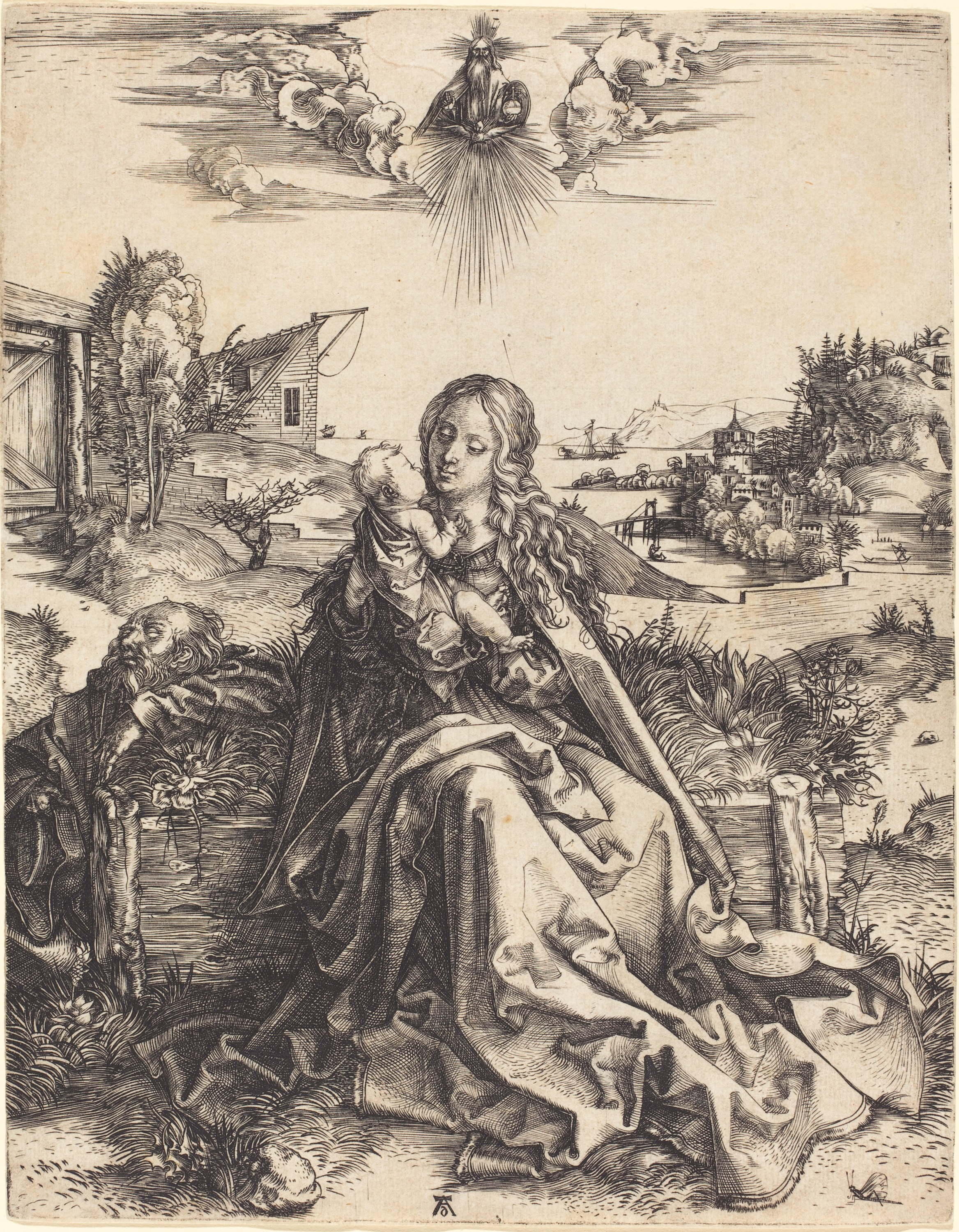
Варіант: Святе сімейство з Метеликом (NGA 1943.3.3453)

Точна дата створення не відома. Це, можливо, була копія старшого майстра, такого як Мартин Шонгауер. Монограма Дюрера найбільше схожа на твори датовані 1494-95 роками, а наявність гондоли на задньому плані можливо з'явилася її після його поїздки у Венецію 1494 року. Це перший друк, на якому він розмістив монограму, і єдиний, у якому D — це мала літера. Розмістивши свою моногаму, він підписав твір, на відміну від численних анонімних художників свого часу. Цей акт власності не забезпечив авторського захисту, оскільки копії з'явилися по всій Італії та Німеччині до 1500 року.
У Німеччині Дюрера ніжні сцени з життя святого сімейства, такі як ця, були надзвичайно популярними. Дюрер зробив багато відбитків на цю тему, щоб продавати їх у магазинах та за допомогою мандрівних продавців.

## Комаха

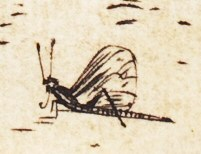
Комаха у Святому сімействі з Метеликом Дюрера. Деталь «Одноденка» у правому нижньому куті гравюри

Тип комахи, який зобразив Дюрер, незрозумілий. У той час як його зазвичай називають бабкою, Кейт Херд та Люсі Вітакер у своїй книзі «Північне Відродження». Від Дюрера до Голбейна (2011) припускає, що автор, мабуть, мав на увазі метелика (Lepidoptera). Вони пояснюють, що звичне перетворення метелика від гусениці до крилатого дорослого було символом воскресіння і відкуплення душі, посилаючись на Христа в обіймах Діви. Картину дійсно іноді також називають Святою Родиною з Метеликом. Комаху також ідентифікують сараною (Acrididae) або богомолом (Mantodea), «при цьому символічне значення стосовно Діви змінюється відповідно».

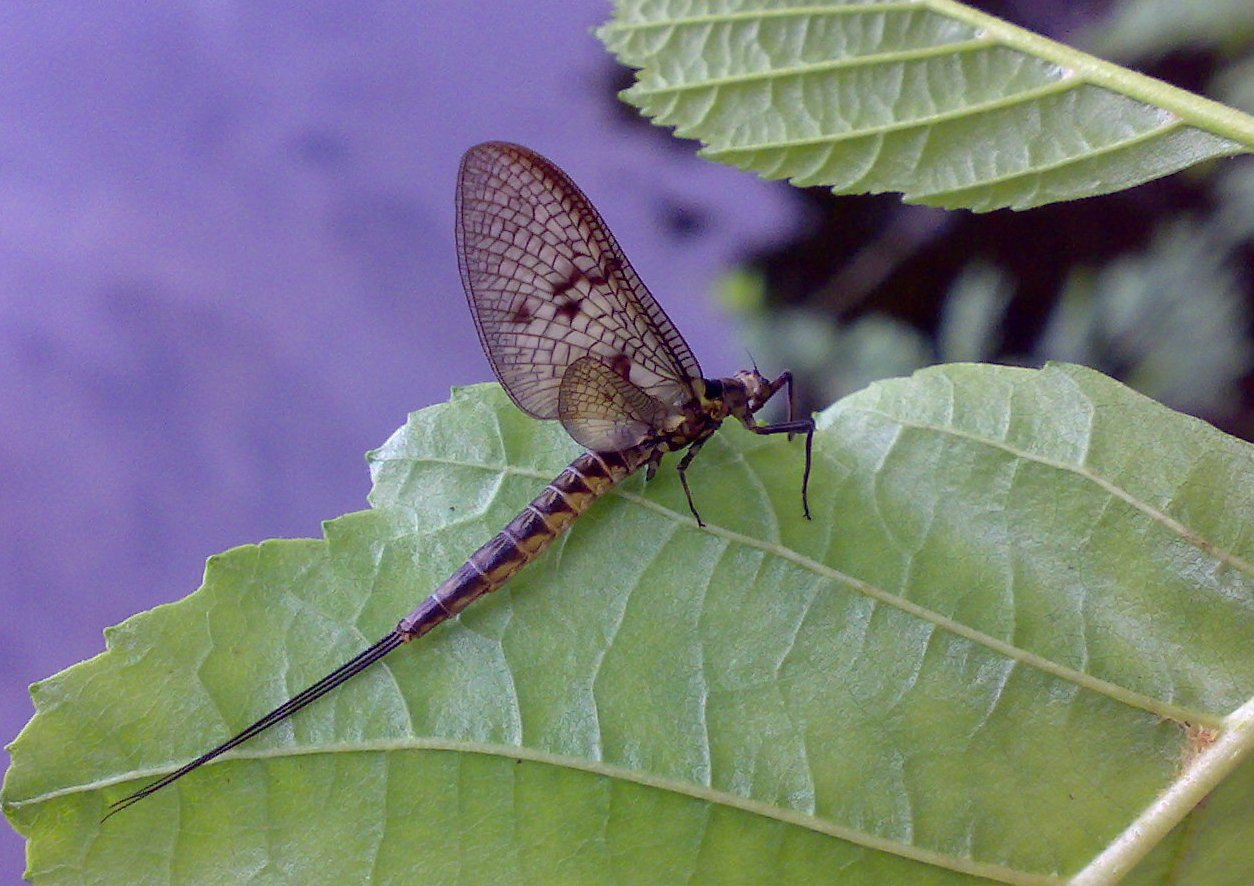
Поширений у Європі метелик одноденка Ephemera vulgata

Аналогічна гравюра в Американській національній галереї мистецтв має назву Свята родина з одноденкою, ідентифікуючи комаху як одноденку (Ephemeroptera). Критики Ларрі Сілвер та Памела Х. Сміт пишуть, що образ символізує «явний зв'язок між небом і землею. Це дозволяє запропонувати космічний резонанс між священним і нечистим, небесним і земним, макрокосмосом і мікрокосмосом».